# توماس برن
توماس برن (انگلیسی: Thomas Byrne) بازیگر اهل بریتانیا است.
از فیلم‌ها یا برنامه‌های تلویزیونی که وی در آن نقش داشته است می‌توان به آقای نوبادی اشاره کرد.